# Urbano Bolzanio
Urbano Dalle Fosse meglio noto come Urbano Bolzanio (Belluno, 1442 – Venezia, aprile 1524) è stato un umanista e grecista italiano.

## Vita

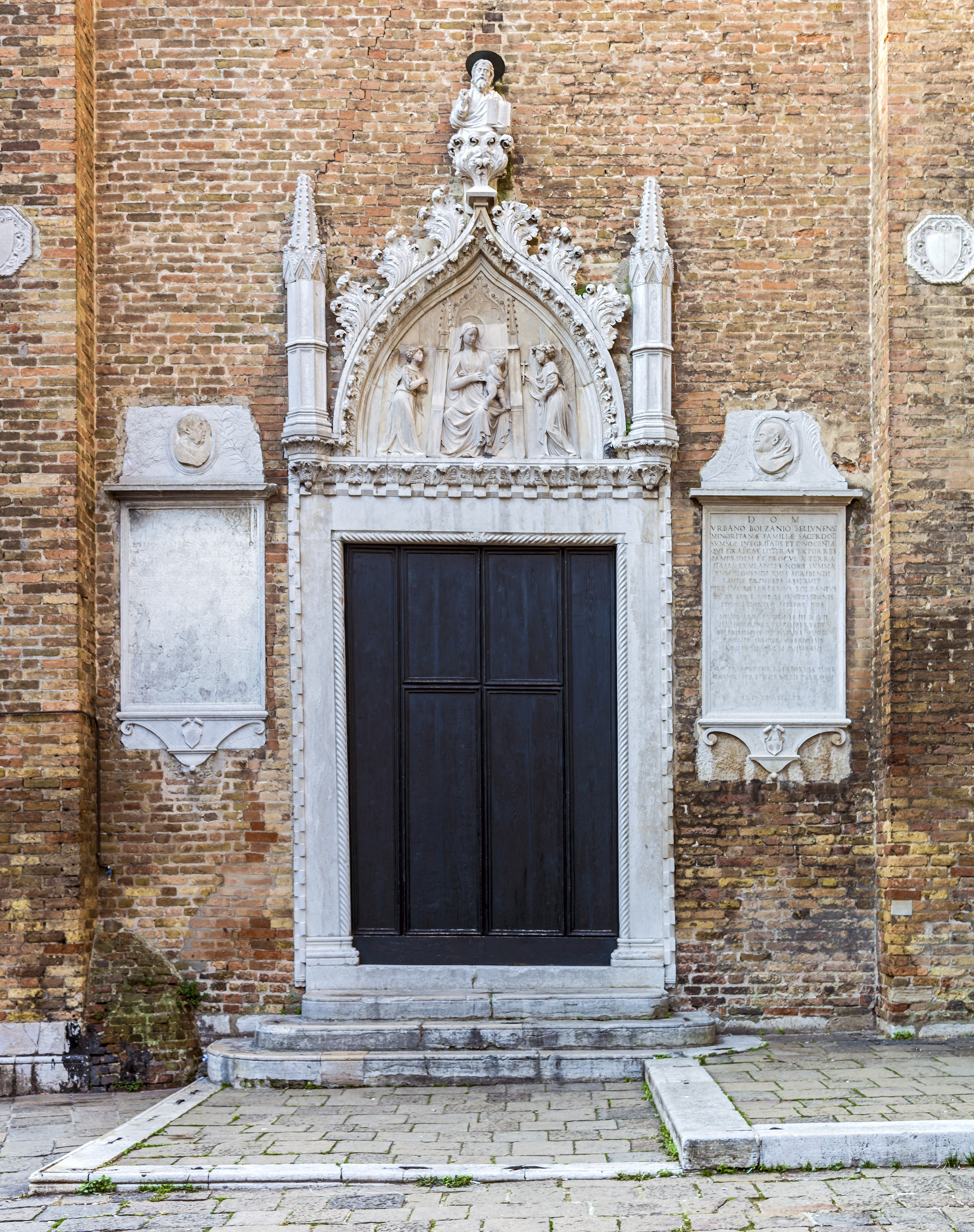
Basilica di Santa Maria Gloriosa dei Frari, ingresso esterno della Cappella di San Marco: sulla sinistra del portale la lapide commemorativa di Urbano Bolzanio, sulla destra quella di Pierio Valeriano, suo nipote.

L'epiteto "Bolzanio", con il quale è universalmente noto, non fu mai utilizzato da Urbano, in quanto fu un'invenzione del nipote Pierio Valeriano estesa successivamente a tutti i membri della famiglia (per quanto riguarda Urbano, il soprannome compare nella sua opera di grammatica a partire dall'edizione postuma del 1545). Non si tratta, però, di una pura fantasia, in quanto la famiglia Dalle Fosse era effettivamente originaria di Bolzano, villaggio alle porte di Belluno.
Diversamente da quanto tentò di sostenere Pierio Valeriano, i Dalle Fosse non erano nobili e lo stesso Urbano era figlio di un artigiano (un "mastro Pietro"). Già nel 1450 risulta novizio nel convento di San Pietro di Belluno, abitato dai frati minori conventuali. Nel 1465 è ancora nel monastero come studente, mentre nel 1466 risulta a Treviso forse per studiare teologia. Nel 1472 passa nel convento di San Nicolò della Lattuga di Venezia, città dove, probabilmente, approfondì filosofia e dialettica.

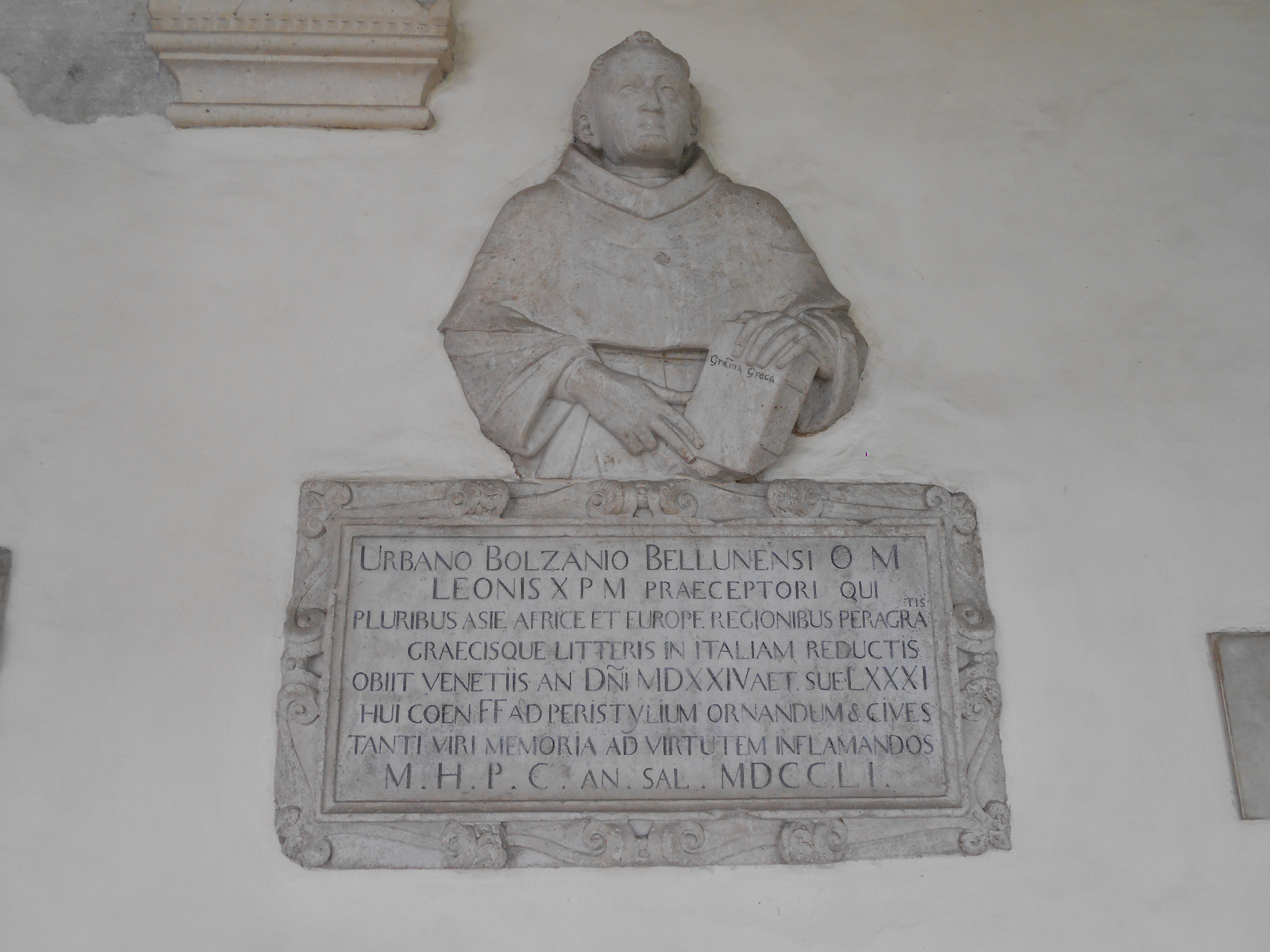
A Urbano Bolzanio nel chiostro del Seminario Gregoriano a Belluno

Desideroso di imparare le lingue e di conoscere le civiltà orientali dal 1473 al 1489 visitò a piedi la Tracia, la Grecia, la Siria, l'Arabia, la Palestina e l'Egitto. Di queste peregrinazioni scrisse un itinerario andato perduto, ma di cui rimangono molte testimonianze.
Tornato in Italia salì per due volte sull'Etna per esaminare il cratere e studiarne i fenomeni e di ciò dà testimonianza Pietro Bembo nel suo dialogo De Aetna. Discepolo di Costantino Lascaris a Messina, amico di Pietro Bembo, fu collaboratore di Aldo Manuzio per i cui tipi pubblicò nel 1498 una grammatica greca.
Ben introdotto nell'ambiente culturale veneziano invitò ben presto presso di sé il nipote Giovanni Pierio Valeriano Bolzanio.
Nel 1484 si trasferì a Firenze su invito di Lorenzo il Magnifico dove divenne precettore di suo figlio Giovanni, il futuro Leone X ed entrò a far parte dell'Accademia Platonica. Quando Giovanni, fatto cardinale, fu trasferito a Pisa, Urbano si spostò a Venezia dove insegnò greco dal 1489 al 1497.
Nel 1502, ancora al seguito del Gritti, tornò a Costantinopoli. L'ultimo viaggio di cui si ha notizia è una visita a Roma nel 1515 per trovare il suo ex allievo divenuto papa Leone X. Morì nel 1524 a 81 anni come ricorda la lapide fatta murare nella Basilica di Santa Maria Gloriosa dei Frari a Venezia dal nipote Pierio Valeriano.

## Opere
L'opera più importante di Bolzanio è una grammatica della lingua greca pubblicata per i tipi di Aldo Manuzio, dedicata a Gianfrancesco Pico della Mirandola. Vi si tratta del nome, del verbo e delle altre parti del discorso. È la prima redatta per intero in lingua latina. Il suo successo fu grandissimo: l'opera ebbe in pochissimi anni ben 23 edizioni.